# 대한민국인재연합회
대한민국인재연합회(Korea Federation of Talent)는 2011년 9월 대통령 대한민국인재상 수상자 인재들이 모여 결정한 단체이다.

## 같이 보기
- 대한민국인재상
- 신지식인